# Oberschützen
Oberschützen is een gemeente in de Oostenrijkse deelstaat Burgenland, gelegen in het district Oberwart (OW). De gemeente heeft ongeveer 2300 inwoners.

## Geografie
Oberschützen heeft een oppervlakte van 44,4 km². Het ligt in het uiterste oosten van het land.
Kadastrale gemeenten zijn Aschau im Burgenland, Oberschützen, Schmiedrait, Unterschützen en Willersdorf.
Bad Tatzmannsdorf · Badersdorf · Bernstein · Deutsch Schützen-Eisenberg · Grafenschachen · Großpetersdorf · Hannersdorf · Jabing · Kemeten · Kohfidisch · Litzelsdorf · Loipersdorf-Kitzladen · Mariasdorf · Markt Allhau · Markt Neuhodis · Mischendorf · Neustift an der Lafnitz · Oberdorf im Burgenland · Oberschützen · Oberwart · Pinkafeld · Rechnitz · Riedlingsdorf · Rotenturm · Schachendorf · Schandorf · Stadtschlaining · Unterkohlstätten · Unterwart · Weiden bei Rechnitz · Wiesfleck · Wolfau
- Gemeinsame Normdatei: 4042979-9
- Library of Congress Control Number: n2004075881
- MusicBrainz: 61f36707-e685-49e9-8f0b-c09101f4e847
- Nationale Bibliotheek van Tsjechië: ge707250
- Nationale Bibliotheek van Israël: 987007469850805171
- Virtual International Authority File: 129819357